# Valderrebollo
Valderrebollo es un municipio español de la provincia de Guadalajara, en la comunidad autónoma de Castilla-La Mancha. Cuenta con una población de 25 habitantes (INE 2024).

## Situación
Se encuentra dentro de la comarca natural de La Alcarria, cerca de Cifuentes y de Brihuega. Discurre cerca el río Tajuña.

## Historia
Hacia mediados del siglo XIX, la localidad contaba con una población de 138 habitantes. Aparece descrita en el decimoquinto volumen del Diccionario geográfico-estadístico-histórico de España y sus posesiones de Ultramar de Pascual Madoz de la siguiente manera:

VAL DE REBOLLO: v. con ayunt. en la prov. de Guadalajara (7 leg.), part. jud de Brihuega (2), aud. terr. de Madrid (17), c. g. de Castilla la Nueva, dióc. de Sigüenza (5); sit. en una estensa llanura con buena ventilacion y saludable clima: tiene 40 casas; la consistorial; escuela de instruccion primaria, á cargo de un maestro sin mas dotacion que las retribuciones de los discípulos; una fuente de buenas aguas; una igl. parr. (Ntra. Sra. de la Leche), matriz de la de Barrio-Pedro, servida por un cura y un sacristan: confina el térm. con los de Cogollor, Masegoso, Olmeda del Estremo, Barrio-Pedro y Yela; dentro de él se encuentran dos fuentes y una ermita (Ntra. Sra. del Prado) en un punto delicioso con una bonita alameda que forma cuatro calles de árboles y sirve de paseo: el terreno bañado por el r. Tajuña, sobre el que hay un puente, es de buena calidad; tiene buenos montes poblados de roble y alguua encina: caminos los locales, correo; se recibe y despacha en Cifuentes. prod.: cereales, legumbres, patatas, cáñamo, vino, leñas de combustible y buenos pastos con los que se mantiene ganado lanar y vacuno; hay caza menor y pesca de barbos, truchas y loinas. pobl.: 35 vec., 138 alm. cap. prod.: 753,333 rs. imp.; 45,200. contr.: 2,856.
(Madoz, 1849, p. 258)

## Demografía
Valderrebollo cuenta con una población de 25 habitantes (INE 2024).
| Gráfica de evolución demográfica de Valderrebollo entre 1842 y 2021                                                 |
| |
| Población de derecho según los censos de población del INE Población de hecho según los censos de población del INE |

## Monumentos

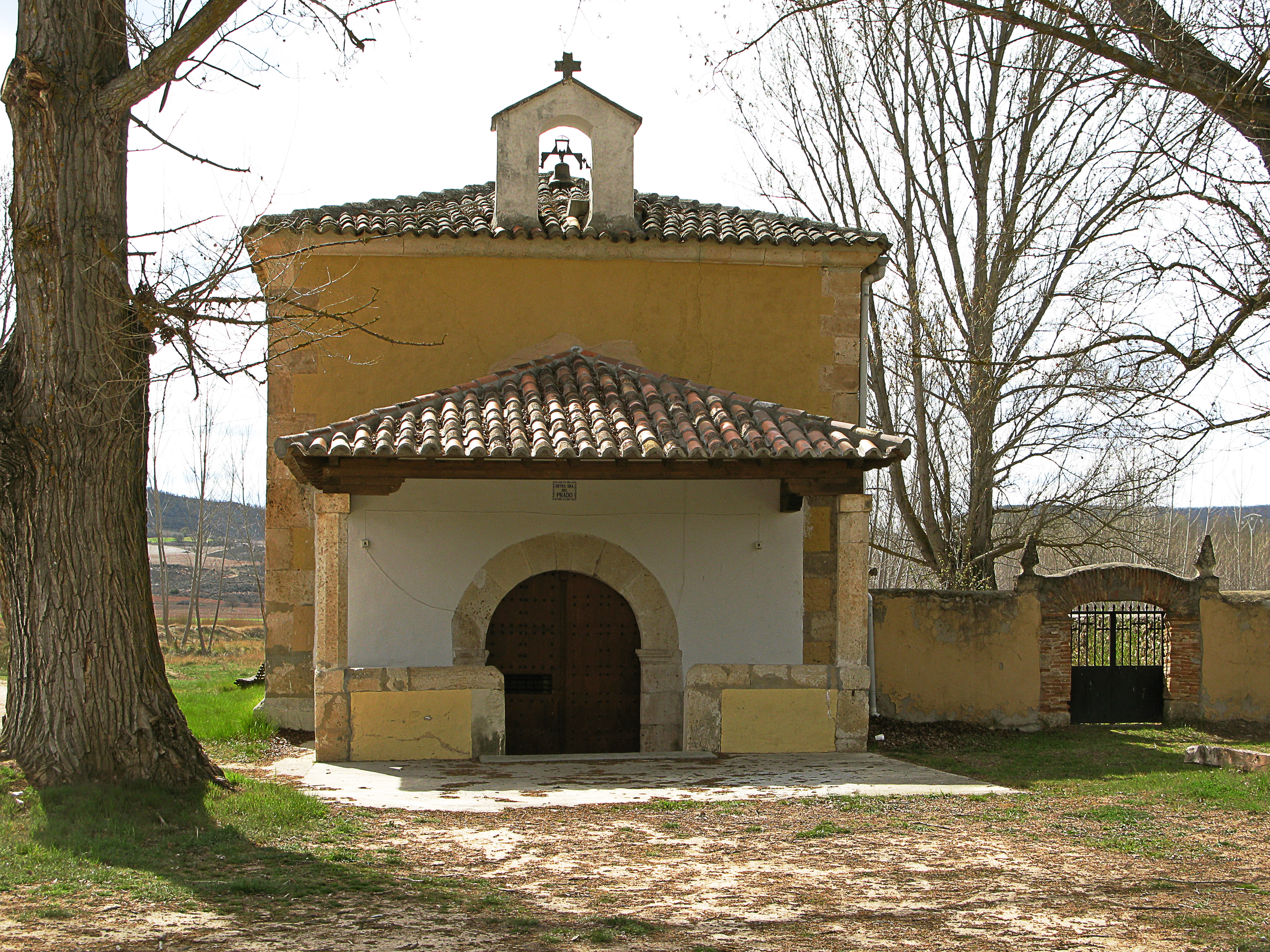
Ermita de Nuestra Señora del Prado

- Casa Fuerte de Valderrebollo. Está bajo la protección de la Declaración genérica del Decreto de 22 de abril de 1949, y la Ley 16/1985 sobre el Patrimonio Histórico Español. Se encuentra en ruinas y su acceso es libre.
- Iglesia de carácter románico, con su arco de tres arquivoltas.
- Rollo, que le confiere carácter de villa, es decir, tener jurisdicción para administrar justicia.
- Ermita de la Virgen del Prado, situada al margen derecho del río Tajuña.

## Fiestas
- Comienzan nueve días antes del tercer domingo de agosto, con la "Novena en Honor a la Virgen del Prado", cuya imagen se venera en la ermita. La novena acaba cada día con el canto de los "Gozos de Nuestra Sra. del Prado"; el librito de la novena, ha sido reimpreso hace poco tiempo, pero la primera edición impresa data de 1957, en él, su autor, Aurelio, cura de Valderrebollo, escribe un prólogo y una "nota" que merecen la pena ser leídos.
- El viernes anterior al tercer domingo, comienza la verbena con grupo de músicos y cantantes hasta altas horas de la madrugada. El sábado sigue la fiesta con otro grupo musical y concurso de disfraces con premios para adultos y niños.
- El domingo a medio día, se celebra la misa cantada en la explanada de la ermita, con grupo de rondalla y danzas regionales, a la que asiste el pueblo en pleno y los que para tal ocasión han llegado ese día.
- Después procesión alrededor de la ermita, seguidamente subasta de los bandos o palos con que se alza e introduce la bendita Imagen en la ermita, y subasta de las ofrendas que muchos los vecinos llevan, mientras otros vecinos ofrecen dinero para adquirirlos en reñida puja. Por la tarde, sigue el baile con otra orquesta.
- Y el sábado de la semana siguiente, por la tarde, tocan las campanas y en la plaza hay merienda-cena de fraternidad, a la que acuden todas las familias que están en pueblo ese día, con sus sillas y mesa, las mayordomas se encargan de hacer el reparto de manera abundante. Si sobra, al día siguiente, después de misa, se toma un piscolabis en la misma plaza.

## Excavaciones
Existe un documento titulado Excavaciones y hallazgos numismáticos de Fernando Sepúlveda en Valderrebollo de Juan Manuel Abascal Palazón, catedrático de Historia Antigua en la Universidad de Alicante. En este documento Juan Manuel Abascal Palazón, saca a la luz un documento de 1879 en el que Fernando Sepulveda, farmacéutico de Brihuega, narra para la Real Academia de la Historia los hallazgos arqueológicos y las excavaciones que él mismo había realizado en el término municipal de Valderrebollo. Dando una descripción de la situación moderna y antigua del pueblo y llegando a la conclusión de la existencia de una importante población ya desaparecida que se asentó en el término de Valderrebollo al menos desde el siglo II a. C.. En los enlaces externos se puede encontrar el documento.

## Otros datos
Valderrebollo se ajusta al prototipo de la mayoría de los pueblos que hay diseminados por las tierras de la provincia de Guadalajara, a saber: 
- Menos de 1000 habitantes, todos en núcleo de población, (no diseminada como en otras regiones).
- Una extensión del término que caminando puede recorrerse de norte a sur o de este a oeste, en menos de dos horas, con el núcleo de población situado aprox. en el centro del término. (Valderrebollo tiene 14,3 km²).
- Característico de los pueblos de la zona, es la explotación de la tierra en régimen de propiedad minifundista, esto es: cada vecino es dueño de la tierra que trabaja, que aquí es de labor de secano: (cereales, alternando, y dejando un año de barbecho), y pequeños huertos cercanos al pueblo. Y son de propiedad colectiva (de todos los vecinos), el terreno baldío para sembrar, pero apropiado para el sustento y cría de rebaños de ovejas en "las Morras".
- Otra característica de los pueblos castellanos, es que tienen un pueblo más grande, con todos los servicios, a menos de 15 km en este caso es Cifuentes, y al oeste, a algo más, está Brihuega.
- El clima es continental: frío y seco en invierno, pero no caluroso en verano, pues la altitud, (a 970 m s. n. m.), permite que Valderrebollo pueda ser considerado un lugar ideal para pasar el verano, como hacen los hijos del pueblo que residen fuera.
- En este enclave privilegiado, paisaje bucólico, teniendo a la vista la "Las Morras" y lejanos horizontes que por doquier se divisan, frondosa chopera en la ribera del río Tajuña; monte bajo cubierto de mil especies de plantas aromáticas y flores, de las que libar las abejas (con excelente producción de miel, si hubiera más dedicación a la explotación de este recurso).